# Pico do Itambé
O Pico do Itambé eleva-se a 2 052 metros na Serra do Espinhaço, no estado de Minas Gerais, entre os municípios do Serro e de Santo Antônio do Itambé.

## Geografia
Também chamado de “teto do sertão mineiro”, o Itambé é um dos pontos mais altos da Serra do Espinhaço e do interior mineiro. De cima, a vista domina mais de uma centena de quilômetros ao redor do pico. Toda a região tem o Itambé como guia e referência. Nos primórdios de Minas Gerais, chegou a ser considerado o mais alto do estado. Foi o marco referencial para os naturalistas, exploradores e bandeirantes que passaram pela região, desde o século XVI. A cadeia de elevações que o cerca é de fundamental importância para Minas, por ser a vertente de três das principais bacias hidrográficas do estado: as bacias do São Francisco, do Jequitinhonha e do Rio Doce.
Para a subida, são de quatro a cinco horas de caminhada por trilhas tranquilas, porém emocionantes, com possibilidade de retorno no mesmo dia (para os mais acostumados às caminhadas), ou de pernoite pelo caminho ou no cume. Os que passam a noite por lá, normalmente repousam numa casa, no alto do pico, ou acampam em grutas ou ao lado de grandes pedras, e ganham de presente um lindo pôr-do-sol. A subida pode ser feita pelo povoado de Capivari ou por Santo Antônio do Itambé. Para os que gostam de alpinismo, a escalada pode também ser feita por escarpas mais íngremes, proporcionando uma aventura inesquecível. Do alto, seja qual for o caminho escolhido, a paisagem é deslumbrante e descortina-se uma vista privilegiada de todas as cidades mais próximas. Nos arredores existem também várias cachoeiras e uma linda vegetação rupestre, composta de musgos, orquídeas, pequenas plantas canívoras e bromélias.
É possível encontrar guias no Serro, nos distritos de Milho Verde e São Gonçalo do Rio das Pedras, no povoado de Capivari ou na cidade de Santo Antônio do Itambé. Aos pés do pico é possível também alugar cavalos.

## Criação do parque
Em 21 de janeiro de 1998 foi criado o Parque Estadual do Pico do Itambé, envolvendo os municípios de Serro (930 ha), Santo Antônio do Itambé (2.926 ha) e Serra Azul (840 ha), concretizando-se um dos sonhos das comunidades vizinhas. Constituído por aprox. 4.700 hectares, o parque tem a cobertura vegetal nativa composta de campos rupestres, cerrados e matas de altitude, típicas da região do Alto Jequitinhonha. Nos fundos dos vales predominam espécies vegetais do estrato arbóreo, como o pau-d’óleo, sucupira, ipê, cedro, jatobá, ingá e candeia. Nos campos rupestres ocorrem veloziáceas (mais conhecidas como canelas-de-ema, que sobrevivem a temperaturas que variam de zero a 50 graus, com flores vermelhas e orquídeas hospedeiras), eriocauláceas, melastomatáceas (quaresmeira, carvalho, flor de maio, manacá da serra), gramíneas e muitas espécies raras e endêmicas de orquidáceas. Ocorre uma rica fauna, porém com animais em perigoso processo de extinção, como a onça parda (Felis concolor) e o lobo-guará (Chrysocyon brachyurus).

## Opções de subida
- Via povoado de Capivari - A partir do Serro, toma-se a estrada em direção à vila de Milho Verde, entrando-se à direita para o povoado de Capivari, uns 2 Km antes desta vila. Daí, são mais 14 Km de estrada para automóveis, passando por Capivari, e depois mais 8 Km de caminhada até o alto do Pico.
- Via Santo Antônio do Itambé - São 29 Km do Serro a Santo Antônio do Itambé, pela MG-010 (de ônibus ou de carro). Daí até o alto do Pico são mais 18 Km, dos quais aproximadamente 7 Km podem ser feitos de carro.